# Mistelbach
Mistelbach an der Zaya (Mistelbach trên (Sông) Zaya) là một thị xã thuộc huyện Mistelbach trong bang Niederösterreich.

## Gallery

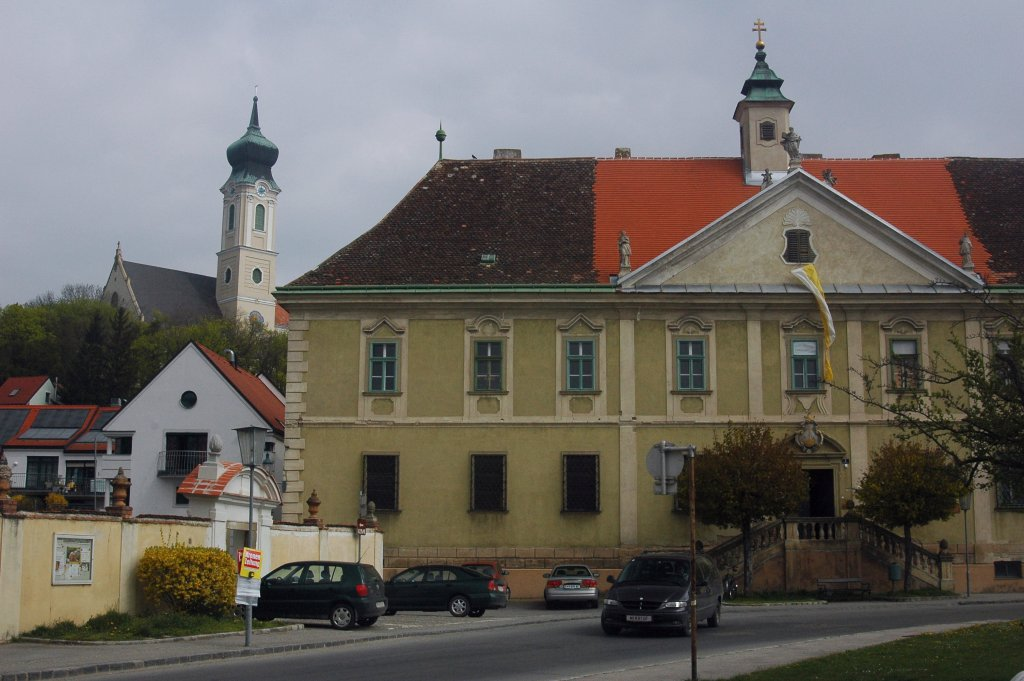
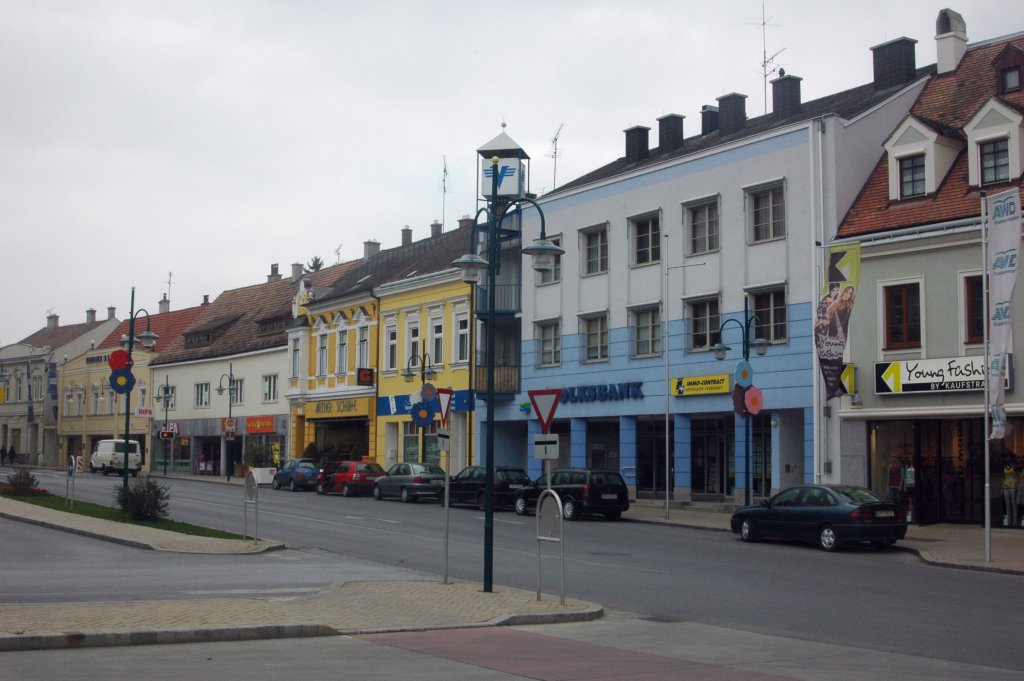

- Lưu trữ ngày 10 tháng 12 năm 2010 tại Wayback Machine